# Пленэр (картина Касаса)
«Пленэр» (исп. Plein Air) — картина испанского художника Рамона Касаса, написана в 1890 году и представляет собой живопись маслом на холсте размером 51×66 см. В настоящее время хранится в Национальном музее искусства Каталонии в Барселоне.
Полотно было написано Касасом во время пребывания в Париже в 1890 году. Впервые картина была представлена публике в ноябре 1891 года на выставке в Зале Пареса в Барселоне. Картина написана в стиле французского натурализма с элементами характерными творчеству импрессионистов. Она стала первой работой Касаса, принесшей ему признание после выставки в Барселоне. Критики отметили сложный пространственный ряд работы: три плана на полотне обозначены пунктирной линией, которая соединяет пустой стул на переднем плане, женскую фигуру, которая одна сидит за столиком на среднем плане и фигуру мужчины на заднем плане. Фоном для картины служит городской пейзаж. Просеянный и приглушённый свет, характерный для ранних работ художника, отражает непосредственность изображения на пленэре с четко определенными, но неуловимыми фигурами. В 1891 году полотно приобрел Барселонский музей изящных искусств, откуда оно перешло в собрание Национального музея искусства Каталонии. «Пленэр», как и картина «Интерьер Мулен-де-ла-Галетт», единственные произведения Касаса периода его пребывания в Париже в 1890—1891 годах в собрании Национального музея.